# A komisz aranyhal
A komisz aranyhal (eredeti cím: My Goldfish Is Evil) 2006-tól 2008-ig futott kanadai televíziós 2D-s számítógépes animációs sorozat, amelynek rendezője Steve Majaury. Az írója Nicolas J. Boisvert, a producere Steve Majaury. A tévéfilmsorozat a CBC Television gyártásában készült. Műfaját tekintve filmvígjáték-sorozat. Kanadában a CBC vetítette, Magyarországon az RTL Klub és az M2 sugározta.

## Ismertető
Beanie egy átlagos srác, aki anyjával él. Apja pilóta ám eltűnt, eltűnése előtt viszont ad egy ajándékot Beanie-nek: egy aranyhalat, akit Buborék úrnak neveznek el. Ám Beanie hamar rájön, hogy Buborék úr nem egy átlagos hal: intelligens, és a világuralmat akarja. Mivel senki nem hisz neki, ezért Beanie egyedül száll szembe Buborék úr találmányai ellen.

## Szereplők
| Szereplő        | Eredeti hang        | Magyar hang    | Megjegyzés |
| --------------- | ------------------- | -------------- | ---------- |
| Beanie          | Sonja Ball          | Penke Bence    |            |
| Buborék úr      | Stephane Blanchette | Viczián Ottó   |            |
| Beanie anyukája | Jane Wheeler        | Orosz Anna     |            |
| Nia             | Alyson Wener        | Talmács Márta  |            |
| Elwood          | Bruce Dinsmore      | Czető Ádám     |            |
| Desmona         | Lucinda Davis       | Kántor Kitty   |            |
| Miss Dalee      | Susan Glover        | Rátonyi Hajnal |            |

## Epizódok
| #            | Magyar cím                        | Eredeti cím                  |
| ------------ | --------------------------------- | ---------------------------- |
|              |                                   |                              |
| ELSŐ ÉVAD    |                                   |                              |
|              |                                   |                              |
| 01.          | The Monstro-Crane Of Doom         | A szörnydaru                 |
|              |                                   |                              |
| 02.          | The Army Of Sea Dudes             | Barát vagy ellenség?         |
|              |                                   |                              |
| 03.          | School Trip To Aquaworld!         | Hálátlan tanítvány           |
|              |                                   |                              |
| 04.          | Space Command, We Have a Goldfish | A zűr-utazás                 |
|              |                                   |                              |
| 05.          | Show And Tell                     | Az nevet, aki utoljára nevet |
|              |                                   |                              |
| 06.          | Sweetheart's Dance                | Robotapu                     |
|              |                                   |                              |
| 07.          | The Ice Roaches Cometh            | Csótány                      |
|              |                                   |                              |
| 08.          | Sewer Adventure                   | Csatorna kaland              |
|              |                                   |                              |
| 09.          | Goldfish Teriyaki                 | Aranyhal-vacsora             |
|              |                                   |                              |
| 10.          | Rescued                           | Az utolsó hal                |
|              |                                   |                              |
| 11.          | Stinker!                          | Valami bűzlik                |
|              |                                   |                              |
| 12.          | Forgetful Fish!                   | Elúszott emlékek             |
|              |                                   |                              |
| 13.          | Icing On The Cake!                | Jeges üdvözlet               |
|              |                                   |                              |
| MÁSODIK ÉVAD |                                   |                              |
|              |                                   |                              |
| 14.          | Secret Terractor                  | Vidéki kaland                |
|              |                                   |                              |
| 15.          | Lights, Camera, Goldfish!         | Szörnyecske                  |
|              |                                   |                              |
| 16.          | Ghostfish                         | Szellemes hal                |
|              |                                   |                              |
| 17.          | The Great Outdoors                | Az ajtón túl                 |
|              |                                   |                              |
| 18.          | A Schoolplay Named Disaster       | Zűr a suliban                |
|              |                                   |                              |
| 19.          | Grade A Goldfish                  | Rosszaságból jeles           |
|              |                                   |                              |
| 20.          | Scoop Gets Scooped                | Jó fogás                     |
|              |                                   |                              |
| 21.          | Derailed                          | Rossz vágányon               |
|              |                                   |                              |
| 22.          | Basketboom                        | Durr bele!                   |
|              |                                   |                              |
| 23.          | Fishy-Pox Pandemonium             | Zűrzavar                     |
|              |                                   |                              |
| 24.          | Creature From The Black Fishbowl  | A buborék                    |
|              |                                   |                              |
| 25.          | 20,000 Leagues Under The Fishbowl | Szerepcsere                  |
|              |                                   |                              |
| 26.          | Jetstream Adventure               | Álombeli űrkaland            |